# Nicușor Dan
Nicușor Daniel Dan (ur. 20 grudnia 1969 w Fogaraszu) – rumuński polityk, działacz społeczny i matematyk, założyciel i lider Związku Zbawienia Rumunii, poseł do Izby Deputowanych, w latach 2020–2025 burmistrz Bukaresztu, od 2025 prezydent Rumunii.

## Życiorys
W okresie nauki w szkole średniej był laureatem międzynarodowej olimpiady matematycznej. Studiował matematykę na Uniwersytecie Bukareszteńskim. W 1995 ukończył École Normale Supérieure w Paryżu, a w 1998 doktoryzował się z matematyki na Université Sorbonne-Paris-Nord. W tym samym roku powrócił do Rumunii. Podjął pracę w instytucie matematyki Academia Română, dochodząc później do stanowiska profesora. W 2000 zainicjował powołanie Școala Normală Superioară București, instytucji akademickiej wzorowanej na paryskiej ENS.
W 2006 założył Asociația Salvați Bucureștiul, stołeczną organizację obywatelską. W 2012 bez powodzenia kandydował na burmistrza Bukaresztu. W lipcu 2015 powołał partię Uniunea Salvați Bucureștiul, która odnotowała dobre wyniki w wyborach lokalnych w rumuńskiej stolicy w czerwcu 2016 (jej lider zajął drugie miejsce z wynikiem około 30% w wyborach na burmistrza). Dokonał następnie przekształcenia USB w ogólnokrajowe ugrupowanie pod nazwą Związek Zbawienia Rumunii. Kierowana przez niego partia zajęła w wyborach parlamentarnych z grudnia 2016 trzecie miejsce, wprowadzając 30 posłów i 13 senatorów. Nicușor Dan zasiadł w Izbie Deputowanych z okręgu stołecznego. W czerwcu 2017 zrezygnował z przywództwa w USR.
We wrześniu 2020 ponownie ubiegał się o urząd burmistrza rumuńskiej stolicy z poparciem USR, partii PLUS i PNL. Nicușor Dan zwyciężył w tych wyborach, pokonując dotychczas zarządzającą miastem Gabrielę Fireę. W 2024 został wybrany na kolejną kadencję.
Wystartował następnie jako niezależny w wyborach prezydenckich w 2025 (rozpisanych na skutek unieważnienia poprzednich wyborów przed drugą turą). Kilka tygodni przed wyborami poparcia udzieliła mu jego była partia USR (która wycofała wsparcie dla swojej liderki Eleny Lasconi). W pierwszej turze głosowania z 4 maja 2025 Nicușor Dan zajął 2. miejsce z wynikiem blisko 21,0% głosów. Przeszedł do drugiej tury, w której jego konkurentem został George Simion z prawicowej formacji AUR (z wynikiem blisko 41,0% głosów). W drugiej turze otrzymał 53,6% głosów, pokonując swojego kontrkandydata i wygrywając tym samym wybory. Urząd prezydenta objął 26 maja 2025.

## Odznaczenia
- Łańcuch Orderu Gwiazdy Rumunii, z urzędu (2025)[14]
- Krzyż Wielki Orderu Narodowego Zasługi, z urzędu (2025)[14]
- Krzyż Wielki Orderu Wiernej Służby, z urzędu (2025)[14]